# Ostrów Szlachecki
Ostrów Szlachecki – wieś w Polsce położona w województwie małopolskim, w powiecie bocheńskim, w gminie Bochnia.
| SIMC    | Nazwa   | Rodzaj    |
| ------- | ------- | --------- |
| 0812761 | Komorów | część wsi |
| 0812778 | Smyków  | część wsi |

W latach 1975–1998 miejscowość administracyjnie należała do województwa tarnowskiego.
W centralnej części Ostrowa Szlacheckiego, niedaleko kościoła, znajdują się pozostałości po folwarku hrabiów Rostworowskich. Pałac był piętrowy, z murowanym parterem i drewnianym piętrem, pokryty czerwoną dachówką. Na piętrze znajdowały się cztery pokoje i duży korytarz, a na parterze – kaplica pod wezwaniem Matki Bożej Częstochowskiej. Podczas II wojny światowej pałac służył Niemcom za kwaterę sztabu. Został przez nich wysadzony 17 stycznia 1945 roku.